# 赖晋
赖晋（?—?），江西广昌人，清朝政治人物。进士出身。

## 生平
乾隆十三年，登進士。曾于1765年接替杜念曾任嘉定县知县一职，1765年由潘世英接任。